# بادخورک دودی
بادخورک دودی (نام علمی: Cypseloides fumigatus) نام یک گونه از سرده آوندوارها است.